# Gulf Gate Estates
Gulf Gate Estates és una concentració de població designada pel cens dels Estats Units a l'estat de Florida. Segons el cens del 2000 tenia 11.647 habitants.

## Demografia
Segons el cens del 2000, Gulf Gate Estates tenia 11.647 habitants, 5.987 habitatges, i 2.981 famílies. La densitat de població era de 1.600,3 habitants/km².
Dels 5.987 habitatges en un 15,1% hi vivien nens de menys de 18 anys, en un 37,9% hi vivien parelles casades, en un 9% dones solteres, i en un 50,2% no eren unitats familiars. En el 41,9% dels habitatges hi vivien persones soles el 23,8% de les quals corresponia a persones de 65 anys o més que vivien soles. El nombre mitjà de persones vivint en cada habitatge era d'1,89 i el nombre mitjà de persones que vivien en cada família era de 2,54.
Per edats la població es repartia de la següent manera: un 13,3% tenia menys de 18 anys, un 5,8% entre 18 i 24, un 23,4% entre 25 i 44, un 23,3% de 45 a 60 i un 34,1% 65 anys o més.
L'edat mediana era de 51 anys. Per cada 100 dones de 18 o més anys hi havia 77,8 homes.
La renda mediana per habitatge era de 35.154 $ i la renda mediana per família de 44.716 $. Els homes tenien una renda mediana de 29.801 $ mentre que les dones 25.050 $. La renda per capita de la població era de 24.199 $. Entorn del 3,3% de les famílies i el 5,9% de la població estaven per davall del llindar de pobresa.

## Poblacions més properes
El següent diagrama mostra les poblacions més properes.